# Christoph Lenz (Söldner)
Christoph Lenz (später Cristóvão Lenz) (* 1834; † 1917) war ein deutsch-brasilianischer Söldner, der sich nach seinem Militäreinsatz als Siedler in Brasilien niederließ und durch die Veröffentlichung seiner Memoiren bekannt wurde.

## Leben
Mit siebzehneinhalb Jahren trat der aus Berlin stammende Lenz den Brummern bei. Er war in Hamburg mit einer Gruppe „lustiger Brüder“ in Kontakt gekommen, die bereits angeworben waren und ihn zum Eintritt überredeten. Als Mitglied der Artillerieabteilung gelangte er nach Brasilien. Nach seiner Entlassung erlernte er das Handwerk des Hutmachers, das er in der Provinz Rio Grande do Sul ausübte. 1901 nahm er an einem Treffen der Brummer teil. 1911 erschien in Porto Alegre sein Buch Memórias de Brummer. Es wurde 1914, 1915 und 1997 erneut aufgelegt.